# 坎塔庫濟夫卡 (瓦爾基區)
49°49′29″N 35°30′53″E / 49.82472°N 35.51472°E
坎塔庫濟夫卡（烏克蘭語：Кантакузівка）是位於烏克蘭東部的村莊，由哈爾科夫州博霍杜希夫區的瓦爾基市鎮負責管轄。該村始建於1908年，面積8.09平方公里，海拔高度190米，2001年人口123，人口密度每平方公里15.2人。